# پتاسیم بی‌سولفات
پتاسیم بی‌سولفات (به انگلیسی: Potassium bisulfate) با فرمول شیمیایی KHSO۴ یک ترکیب شیمیایی با شناسه پاب‌کم ۵۱۶۹۲۰ است. که جرم مولی آن 136.169 g/mol می‌باشد. 